# ネオフォトニクス
NeoPhotonics Corp. （ネオフォトニクス, NYSE: NPTN）はアメリカ合衆国カリフォルニア州サンホセに本社を置く、 フォトニック集積回路 及び 光モジュール （光トランシーバ、波長可変レーザ、光MEMS、光集積回路および100G/400G/600G/800Gモジュール）を生産・販売する企業である。 これらの製品は"膨大なデータを高速に扱うための、コストパフォーマンスに優れた製品"と評価されている。 ニューヨーク証券取引所に上場している。
日本国内には、東京都八王子市にネオフォトニクスセミコンダクタ合同会社を置く。

## 歴史
ネオフォトニクスは中国生まれのSean Biおよび日本生まれの神部信幸の2名によって1996年に設立された。 二人はマサチューセッツ工科大学 (MIT)に所属するBiの教授によって紹介された。 また、ピートトーマスの ベンチャーパートナー制度によって１万ドルの融資を受けている。 設立当初の会社名はNanoGramであった。
フォーブスによると、光通信バブルが発生していた2002年に医療用の電池を生産販売するNanoGram Devices社、光通信デバイスを生産販売するNeoPhotonics社、NanoGram社の知的財産を管理する会社の3つに分割した。 同年、Lightwave Microsystemsを買収し、このとき3500万ドルを投資家から集めた。一年後の2003年には、破産を宣告されたが、NanoGram Devices社を4500万ドルで売却することで乗り切った。
2006年には、米国特許が128、米国外特許が100を超えた。  主要な取引先は、シスコおよびAlcatel-Lucent社である。
2011年2月2日には、株式公開を行い、ニューヨーク株式市場(NYSE)に上場した。2015年2月時点でのNeoPhotonics時価総額は389万ドルである。
In the following years, NeoPhotonics further acquired optical component companies Optun, Inc., Lightconnect, Inc., BeamExpress, Inc., Santur, Inc., and Paxera Corp. It also purchased the tunable laser and transceiver product lines of EMCORE.
2013年1月には、日本に設立していた子会社であるネオフォトニクス・セミコンダクタ合同会社（東京都八王子市）が、ラピスセミコンダクタより、セミコンダクタオプティカルコンポーネント事業(OCU)を買収した。
また、この買収に前後して、Optun社(2006年)、Lightconnect社(2006年)、BeamExpress社(20006年)、Santur社(2011年)、Paxera社(2006年)などの光通信部品の部門なども買収している。
2015年1月には、エムコア社の波長可変レーザ部門を買収している。
2015年11月には、Eigenlight社を買収している。
2017年1月には、高速通信部品の開発・生産に注力するため、10Gbps未満の通信部品事業をAPAT Optoelectronics Components(中国深圳)に売却した。
2021年11月、ルメンタム・ホールディングス社がネオフォトニクス社の買収を進めることについて、両者が基本合意したと発表した。買収額は9億1100万ドル。この買収は2022年後半に完了する予定である。